# Gunung Rangkong
Gunung Rangkong är ett berg i Indonesien.   Det ligger i provinsen Aceh, i den västra delen av landet, 1 800 km nordväst om huvudstaden Jakarta. Toppen på Gunung Rangkong är 37 meter över havet.
Terrängen runt Gunung Rangkong är huvudsakligen platt, men åt sydost är den kuperad. Havet är nära Gunung Rangkong åt sydväst. Runt Gunung Rangkong är det ganska tätbefolkat, med 90 invånare per kvadratkilometer.